# Proste skośne
Proste skośne, proste wichrowate – proste, które się nie przecinają i jednocześnie nie są równoległe. Równoważnie – dwie proste są skośne, jeśli nie leżą na tej samej płaszczyźnie. Proste skośne występują w trzech lub więcej wymiarach.
Jeśli każda z dwóch prostych jest zadana za pomocą pary nieidentycznych punktów, to proste te są skośne wtedy i tylko wtedy, gdy cztery definiujące je punkty nie są współpłaszczyznowe.

## Odległość między dwiema prostymi skośnymi
Dwie proste skośne określone są przez dwie pary punktów {\displaystyle (\mathbf {v} _{1},\mathbf {v} _{2})} i {\displaystyle (\mathbf {v} _{3},\mathbf {v} _{4}).}
Dowolne dwa punkty tych prostych mogą być zapisane jak wektor w postaci {\displaystyle t(\mathbf {v} _{2}-\mathbf {v} _{1})-\mathbf {v} _{1}} i {\displaystyle s(\mathbf {v} _{4}-\mathbf {v} _{3})-\mathbf {v} _{3}.} Odległość między dwoma takimi punktami może być obliczona przy użyciu twierdzenia Pitagorasa do współrzędnych i przegrupowaniu wynikowego wielomianu z {\displaystyle s} i {\displaystyle t} jako
{\displaystyle As^{2}+2Bst+Ct^{2}+2Ds+2Et+F,}
gdzie:
{\displaystyle A=(v_{4}-v_{3})\cdot (v_{4}-v_{3}),\ \ B=(v_{4}-v_{3})\cdot (v_{1}-v_{2}),}
{\displaystyle C=(v_{1}-v_{2})\cdot (v_{1}-v_{2}),\ \ D=(v_{4}-v_{3})\cdot (v_{3}-v_{1}),}
{\displaystyle E=(v_{1}-v_{2})\cdot (v_{3}-v_{1}),\ \ F=(v_{3}-v_{1})\cdot (v_{3}-v_{1}).}
Szukając minimum tego wyrażenia, otrzymujemy najmniejszą odległość między dwoma prostymi jako
{\displaystyle d^{2}={\frac {ACF+2BDE-AE^{2}-CD^{2}-FB^{2}}{AC-B^{2}}}={\frac {\det R}{\det S}},}
gdzie {\displaystyle R={\begin{bmatrix}A&B&D\\B&C&E\\D&E&F\end{bmatrix}}} i {\displaystyle S={\begin{bmatrix}A&B\\B&C\end{bmatrix}}.}
Wykorzystując Tożsamość Lagrange’a, można przepisać to do postaci:
{\displaystyle d={\frac {\left\|(v_{4}-v_{1})\wedge (v_{3}-v_{1})\wedge (v_{2}-v_{1})\right\|}{\left\|(v_{4}-v_{3})\wedge (v_{2}-v_{1})\right\|}},}
w której operator {\displaystyle \wedge } oznacza iloczyn zewnętrzny wektorów.